# 不割席
《不割席》（英語：Do Not Split）是挪威导演安德斯·漢默（Anders Hammer）的一部纪录片，内容为2019年香港反送中运动。
《不割席》入选了2021年圣丹斯电影节，并入围第93届奧斯卡金像奖最佳紀錄短片。

## 内容
影片全长约35分钟，纪录了反送中运动的部分标志性事件，如香港中文大學衝突、香港理工大學衝突等事件，还包括对现场示威者及部分学者的访问，
导演漢默认为「反對逃犯條例修訂草案運動是2019年世界最重要的政治事件之一，香港正面临着对民主价值的挑战，并希望本片能尽可能贴近事件，从街头的角度呈现事件。」

## 封杀

### 中國大陸
2021年3月，《不割席》入圍第93屆奧斯卡金像獎最佳紀錄短片最後五強，也因為如此被中共中央宣傳部下令封殺，要求官媒低調處理，選擇不敏感的內容報道。
由于《不割席》题材在中国大陆的敏感性，豆瓣网上关于2021年第93届奥斯卡金像奖的提名名单中并无《不割席》，其影片条目亦无法创建；4月8日，豆瓣网将第93届奥斯卡金像奖的界面全部删除，所有入围电影有关的“获奖记录”一栏中也无奥斯卡提名信息，网友普遍认为此次封杀与《不割席》入围最佳纪录短片有关。
舆论对此表示批評，認為「這是中國共產黨對意識形態的管控，希望通過屏蔽加上洗腦，阻止中國大陸民眾了解『真相』。」

### 香港
自1969年以來，TVB每年都會轉播奧斯卡颁奖典禮，本屆卻以「商業理由」，宣布不轉播，同時拒絕做進一步的評論。
關於TVB宣佈不轉播事宜，香港特区政府拒絕回應評論的要求。